# Dirección General de Investigación y Desarrollo de la Armada
La Dirección General de Investigación y Desarrollo de la Armada (DGID) es un organismo superior de la Armada Argentina con asiento en el Centro de Investigación y Educación Naval en Vicente López, provincia de Buenos Aires, y bajo la dependencia orgánica del Estado Mayor General de la Armada.

## Reseña
Fue creada el 1 de enero de 2011 en la modificación de la estructura orgánico-funcional de conducción superior de las Fuerzas Armadas de la Nación, por resolución n.º 1633/2010 del Ministerio de Defensa.

## Organización
- Dirección General de Investigación y Desarrollo de la Armada (DGID). Asiento: Vicente López (BA).
  - Dirección de Investigación de la Armada (DIIV). Asiento: Vicente López (BA).
  - Dirección de Proyectos de la Armada (DIPY). Asiento: Vicente López (BA).